# Ghost Hunters
Ghost Hunters (Os Caçadores de Fantasmas) é um programa transmitido no canal fechado Investigação Discovery (Discovery Investigation). De dia eles são encanadores e a noite eles são Caçadores de Fantasmas. Jason Hawes e Grant Wilson são os investigadores Chefes e produtores do programa e também os fundadores da TAPS(A Sociedade Paranormal do Atlântico).
A Equipe da TAPS investiga acontecimentos estranhos e questões paranormais. O Programa tem 1 hora de duração, no qual mostra a investigação completa, buscas de provas e o significado delas, sendo que no fim de cada trabalho tudo que foi registrado e descoberto é contado ao cliente.

## Equipe

### Equipe Atual
- Jason Hawes – Produtor, Investigador Chefe/TAPS Sócio e Fundador
- Steve Gonsalves – Investigador/Gerente Técnico/Analista de Evidências
- Dave Tango – Investigador/Analista de Evidencias
- Amy Bruni – Investigadora
- Adam Berry - Investigador em Treinamento (graduado do GHA)
- Maddy - Investigadora Canina

### Equipe Formal
- Jason Hawes - Produtor, Investigador Chefe/TAPS Sócio e Fundador
- Grant Wilson - Produtor, Investigador Chefe/TAPS Sócio e Co-Fundador
- Brian Harnois - Gerente Técnico/Investigador
- Dave Tango - Investigador em Treinamento
- Kristyn Gartland - Investigadora/Gerente do Caso
- Heather Drolet - Investigadora

### Participações Especiais
- J.K.McCormick    -Investigador paranormal
- Britt Griffith – Investigador do West Coast TAPS
- Robb Demarest – Investigador Chefe do GHI/Central Florida TAPS
- Barry Fitzgerald – Investigador Chefe do GHI/TAPS Europa
- Dustin Pari — Investigador do GHI

## Equipamentos
Os membros da TAPS e do GHI utilizam diversos equipamentos para detectar fantasmas como:
EMF - "Electromagnetic field scanners" que em português quer dizer Scanners de Campo Eletromagnético, nos quais os Caçadores de Fantasmas usam para ver se há fantasmas ou não atráves da indicação do ponteiro, ou se a fiação eletrica causa um campo magnético muito forte o qual pode fazer com as pessoas fiquem com mal-estar, dor de cabeça ou imaginar coisas como fantasmas por exemplo.
K-2 - A partir da terceira temporada, a equipe passou a utilizar também um equipamento chamado de "K-2" (ou K-II), um tipo de medidor de campo eletromagnético (EMF) que utiliza uma série de LEDs para medir a forã de um campo de energia, ao invés de um visor LCD numérico. Em algumas ocasiões, a equipe utilizou o K-2 para conseguir respostas do tipo "sim" ou "não" para perguntas feitas às supostas entidades no recinto investigado.
Cameras de Video - Para gravarem sons e imagens de fantasmas ou qualquer coisa paranormal.
Cameras Fotográficas - Para tirar fotos de fantasmas.
Cameras de Espectro Total - Para captar luzes invisiveis a olho-nu como luzes ultravioleta e infravermelhas. Camera indicada para visualização do campo espiritual.